# Chao Agnes Hsiung
Chao Agnes Hsiung (em chinês:  熊昭) é uma bioestatística de Taiwan. Ela é uma distinta investigadora nos Institutos Nacionais de Pesquisa em Saúde de Taiwan (NHRI) e Directora do Instituto de Ciências da Saúde da População e da Divisão de Bioestatística e Bioinformática do NHRI.

## Educação e carreira
Hsiung formou-se em matemática pela Universidade Nacional de Tsing-Hua em 1972. Ela foi para a Universidade Columbia para fazer pós-graduação em estatística, concluindo o mestrado em 1973 e concluindo o seu doutoramento em 1975.

Depois de trabalhar como professora assistente na Universidade Cornell de 1975 a 1976, ela retornou a Taiwan como professora associada na Universidade Nacional Central em 1976. Ela foi promovida a professora titular em 1981. Ela também foi pesquisadora no Institute of Statistical Science da Academia Sinica de 1985 a 2000.

Em 1997, ela mudou-se para o National Health Research Institutes como investigadora e directora da Divisão de Bioestatística. Ela tornou-se uma distinta investigadora lá em 2002. Desde 2005, ela também ocupou a posição de professora adjunta no Instituto de Estatística e no Departamento de Ciências da Vida da Universidade Nacional de Tsing-Hua.

## Reconhecimento
Em 1985, Hsiung tornou-se membro eleito do Instituto Internacional de Estatística.
 Em 1994, ela foi escolhida para se tornar num membro do Instituto de Estatística Matemática.
  Ela foi presidente da Associação Internacional de Estatística Chinesa em 2001.